# Zöld S
A Zöld S (E142) egy a kőszénkátrányból szintetikus úton előállított színezék.[forrás?]
Élelmiszer-adalékanyagként szószok, desszertek, édességek, jégkrémek, fagylaltok, és konzerv borsók színezéséhez használják.
Élelmiszerekben való felhasználása Kanadában, az USA-ban, Japánban, és Norvégiában tiltott, mert allergiás reakciókat okozhat.[forrás?]
Orvosbiológiai felhasználási területei elsősorban az élő sejtek megfestése, és a szemfelszín hibáinak, betegségeinek kiderítése.

## Külső oldalak
WHO evaluation of Green S (angol)